# Geis
Nella mitologia e nel folclore irlandesi un geis (plurale geasa) è un curioso tabù, o meglio uno speciale obbligo o una proibizione, che mette una persona sotto una specie di incantesimo, o che comunque la lega come ad un voto.

## Mitologia irlandese
Nella mitologia irlandese, un geis si può paragonare ad una maledizione, ma anche - paradossalmente - ad un "dono". Chi infrange il proprio geis è destinato ad essere "punito", disonorato, a volte perfino a morire.
D'altra parte il rispetto dei propri geasa si pensava portasse potere e fortuna.
In genere sono le donne che pongono i geasa sugli uomini, a volte poi rivelandosi dee o figure soprannaturali.
Il geis è spesso un motivo chiave nelle storie di eroi, come ad esempio quella di Cú Chulainn. Secondo la tradizione il destino di un eroe in genere si decide proprio in seguito alla violazione di uno dei suoi geasa, sia che esso venga violato accidentalmente, sia che la situazione imponga una difficile scelta tra due o più geasa incompatibili tra loro. Ad esempio Cù Chulainn era legato a due tabù: non mangiare mai carne di cane e non rifiutare mai il cibo offerto da una donna. Quando una megera gli offrirà come cibo carne di cane, il suo destino sarà segnato.
Un geis benefico di solito consiste in una profezia di morte, relativa a circostanze molto particolari. La rarità della situazione profetizzata può essere sfruttata dall'eroe per differire di anni la propria fine.

## Mitologia gallese
Considerevoli sono le somiglianze tra i geasa della mitologia gaelica e le predizioni di morte di cui sono vittima diversi eroi della mitologia gallese. Il che non può sorprendere se si considerano le comunanze tra i derivati delle tradizioni mitiche nel mondo celtico. Ad esempio l'eroe Lleu Llaw Gyffes in una delle versioni della sua vicenda appare invulnerabile, impossibile da uccidere "né di giorno né di notte, né all'aperto né al chiuso, né cavalcando né andando a piedi, né vestito né nudo, né per una qualsiasi arma forgiata normalmente". Egli rimarrà così al sicuro finché sua moglie, Blodeuwedd, venuta a conoscenza di questa predizione, porrà in atto col suo amante le condizioni "impossibili" per la sua morte.

## Letteratura inglese
Predizioni e tabù assimilabili ai geasa della tradizione celtica sono riscontrabili in alcuni testi della letteratura inglese, anche se non indicati con lo stesso nome.
Nel Macbeth di William Shakespeare il protagonista si sente al sicuro perché "nessun uomo partorito da donna potrà fargli del male". Il termine inglese "born" è però traducibile come "portato a termine", "partorito naturalmente". Il nobile scozzese MacDuff è però frutto di un parto cesareo, e perciò è escluso dalla profezia delle streghe.
Nell'Appendice A de Il Ritorno del Re di J. R. R. Tolkien l'elfo Glorfindel profetizza ad Eärnur di Gondor che il malvagio Re Stregone di Angmar "non cadrà per mano di un uomo". In effetti la sua fine verrà causata dai colpi di uno hobbit, Meriadoc Brandybuck, e di una donna, Éowyn di Rohan.